# Книгуру
«Книгуру» — всероссийский конкурс на лучшее литературное произведение для детей и юношества.

## История создания
Создан в 2010 году. Проводился ежегодно до 2023 года.
Конкурс учрежден Федеральным агентством по печати и массовым коммуникациям и Некоммерческим партнерством «Центр поддержки отечественной словесности». Призовой фонд конкурса составляет 1 млн рублей. На сегодняшний день является крупнейшим конкурсом подростковой литературы в русскоязычном пространстве: более 670 произведений из 64 регионов России и 13 стран.

## Цели
- Найти и представить обществу новую интересную русскоязычную литературу для подростков.
- Сделать литературные произведения для подростков доступными читателю, независимо от географии.
- Способствовать сохранению общего культурного пространства России.

## Значимость
Основные идеи «Книгуру» — бесплатный легальный доступ к текстам финалистов и публичность голосования и обсуждения текстов подростками в жюри — обеспечивает значимость конкурса для всего литературного процесса. По итогам семи прошедших сезонов:
- Фактическое доказательство ложности существующих общественных стереотипов вида «подростки не читают», «подросткам интересна только фантастика» и пр.
- Выбор подростками книг с острыми социальными и культурными конфликтами в противовес мнению альтернативного голосования для взрослых, устроенного в порядке собственной инициативы партнерами конкурса.[3]
- Стимуляция авторов на создание произведений по наиболее «запрашиваемым» читательской аудиторией темам.[4]

## Лауреаты

### I сезон (2010—2011)
- 1-е место: Ася Петрова со сборником рассказов «Волки на парашютах»
- 2-е место: Ая эН с романом «Библия в SMSках»
- 3-е место: Андрей Жвалевский и Евгения Пастернак с повестью «Время всегда хорошее»

### II сезон (2011—2012)
Номинация «Художественная литература»
- 1-е место: Эдуард Веркин с романом «Облачный полк»
- 2-е место: Андрей Жвалевский и Евгения Пастернак со сборником рассказов «Шекспиру и не снилось»
- 3-е место: Ирина Костевич с повестью «Мне 14 уже два года»

Номинация «Познавательная литература»
- 1-е место: Анатолий Орлов со сборником рассказов «Истории, которые нашептали деревья»
- 2-е место: Николай Назаркин с повестью «Три майские битвы на золотом поле»
- 3-е место: Валерий Роньшин с повестью «Семь историй о сэре Исааке Ньютоне»

### III сезон (2012—2013)
Номинация «Художественная литература»
- 1-е место: Светлана Лаврова с повестью «Куда скачет петушиная лошадь»
- 2-е место: Юлия Кузнецова с повестью «Где папа?» и Нина Дашевская с повестью «Скрипка неизвестного мастера»
- 3-е место: Владимир Аренев с повестью «Душница» и Ирина Лукьянова с повестью «Стеклянный шарик»

Номинация «Познавательная литература»
- 1-е место: Михаил Колодочкин со сборником историй, фактов и случаев «Мужчинам до 16 об автомобиле»
- 2-е место: Игорь Жуков со сказкой «Русская пленница французского кота»
- 3-е место: Владимир Березин с романом «Последний мамонт»

### IV сезон (2013)
- 1-е место: Елена Ленковская с познавательной книгой «Сокровища Рифейских гор»
- 2-е место: Станислав Востоков с юмористической повестью «Фрося Коровина»
- 3-е место: Евгений Рудашевский с повестью «Здравствуй, брат мой Бзоу»

### V сезон (2014)
- 1-е место: Нина Дашевская со сборником рассказов «Около музыки»
- 2-е место: Дмитрий Казаков с повестью «Московская метель»
- 3-е место: Татьяна Рик со сборником маленьких повестей «Чур, Володька — мой жених!»

### VI сезон (2015)
- 1-е место: Нина Дашевская с повестью «Я не тормоз».
- 2-е место: Анастасия Строкина со сборником сказок «Кит плывёт на север».
- 3-е место: Станислав Востоков со сказочной повестью о животных «Криволапыч».

### VII сезон (2016)
- 1-е место: Ая эН, «Мутангелы».
- 2-е место: Артём Ляхович, «Черти лысые».
- 3-е место: Лариса Романовская, «Удалить эту запись?»

### VIII сезон (2017)
- 1-е место: Лилия Волкова с повестью «Под созвездием Бродячих псов».
- 2-е место: Антонина Малышева с повестью «Кот забвения».
- 3-е место: Станислав Востоков с повестью «Брат-юннат».

### IX сезон (2018)
- 1-е место: Илга Понорницкая с повестью «Изо».
- 2-е место: Артем Ляхович с повестью «Голубой трамвай».
- 3-е место: Виктория Ледерман с повестью «Теория невероятностей».

### X сезон (2019)
- 1-е место: Эдуард Веркин с повестью «Осеннее солнце».
- 2-е место: Артем Ляхович с повестью «Формула раззеркаливания».
- 3-е место: Ника Свестен с повестью «Огни Студёного моря».
- 3-е место: Ирина Богатырёва с повестью «Я – сестра Тоторо».

### XI сезон (2020)
- 1-е место: Мария Якунина с повестью «Восьмёрка».
- 2-е место: Ева Немеш с повестью «Субтитры».
- 3-е место: Лилия Волкова с повестью «Театр Хамелеон».

### XII сезон (2021)
- 1-е место: Елена Бодрова с повестью «Никому не нужно небо».
- 2-е место: Мария Якунина с повестью «Дорогая Рита…».
- 3-е место: Ева Немеш с повестью «Выключите орфографию».

### XIII сезон (2022)
- 1-е место: Евгений Рудашевский с повестью «Пожиратель ищет белую сову».
- 2-е место: Станислав Востоков с повестью «Коза и великаны».
- 3-е место: Ева Немеш со сборником рассказов «Пахнет псиной».